# Dichochaete
Dichochaete — рід грибів родини гіменохетові (Hymenochaetaceae). Назва вперше опублікована 2000 року.

## Класифікація
До роду Dichochaete відносять 2 види:
- Dichochaete ceratophora
- Dichochaete setosa